# Ushnu
Ushnu, moderna Oshnavieh (persa: اشنويه; kurd: اشنۆ; també apareix transcrit el nom com Oshnavīyeh, Ashnooyeh, Oshnovīeh, Oshnovīyeh i Ushnūīyeh, però és més coneguda pel seu nom històric d'Ushnū que donava nom a tota la comarca, també transcrit com Ishnuh i Ushnuya) és una ciutat de l'Iran a la província (ustan) de l'Azerbaidjan Occidental. Al cens del 119 tenia 23.875 habitants i al del 2006 la població era de 29.896 habitants. Està situada a l'oest del llac Urmia, a la riba del riu Gader o Gadir (que desaigua al llac) a 56 km al sud d'Urmia. Fou un bakhsh (districte) del sharestan (comtat) d'Urmia però als darrers anys fou convertit en comtat i dividit en dos bakhsh: Central o Osnavieh i Nalus; el comtat tenia al cens del 2006 una població de 63.798 habitants. Rodejada d'altes muntanyes el clima és suau. La zona és agrícola i els rius porten aigua tot l'any. La població és kurda i l'habiten les tribus Zarza (a la ciutat pròpia) i la tribu Mamash (als pobles del comtat); la població kurda ha baixat en unes mil persones el 2010 per l'emigració cap al Kurdistan del Sud.
Hi ha restes hurrites i urartians. Podria correspondre a la ciutat de Suguniya que fou atacada per Salmanasar III d'Assíria el 859 aC. L'estela de Kela-Shin (Estela Verda) porta una inscripció bilingüe assíria i urartiana i fou erigida vers el 800 aC sota el rei d'Urartu Ishpuini i el seu fill Menua i està al coll de Kela-Shin; una altra estela es troba a Topuzawa al sud-oest del coll de Kela-Shin. En arameu es va dir Ashnokh o Ashna (Asna als Hudud al-Alam).
La ciutat s'esmenta a partir d'al-Istakhri (segle X) que assenyala a Ushnu-Adhariyya com a part del que fou el domini dels Banu Rudayni (que incloïa Bakharkan i Tabriz), vers 960 a 978. El 958 un cristià local van fundar l'església de Sant sergi i Baccus a la zona de Malatya. Ibn Hàwqal (segle X) constata la desaparició de la tribu Banu Rudayni i la presència del kurds Hadhbani que tenien centre a Irbil. De l'arribada dels kurds zarza no se'n sap res, però podrien ser una branca dels hadhbani tot i que de la tribu no se sap gaire cosa; es creu que van perdre Lahidjan (prop de Mahabad, no la Lahidjan del Gilan) a mans de Pir Budak, el primer xeic dels baban (segle XV) i que foren derrotats per Sulayman Beg Sohran en temps de Murat III (1574–1595).
El 1271 el catolicós nestorià Dehna va traslladar la seu metropolitana d'Assíria a Ushnu per millor protecció contra els mongols. El 1281 el bisbe d'Ushnu, Abraham, assistia a la ciutat a la coronació del catolicós nestorià Yahballaha III.
En general la seva història política és la mateixa que la d'Urmia.